# Egyiptomi lélekfogalom
Az ókori egyiptomiak lélekfölfogása igen összetett és filozofikus tartalommal töltött. Eszerint az élő ember testből és három szellemi erőből áll, az utóbbiak a ká, bá és az ah.

## Ká
A ká (kꜣ) középponti fogalom, ez különbözteti meg az élőlényeket az élettelenektől. Ez az istenek teremtő ereje és lelke. A ká az emberben lakozó erő, amely életben tartja őt, az ősöktől származik és az utódokban folytatódik. A hieroglif jele a két könyökben feltartott kar, amely az ember belső energiájának, életerejének szimbóluma.
A ká határozza meg a jellemet és a személyiséget, és túléli az embert. Azt mondják az elhunytról, hogy "ká"-jához megy, azaz újra egyesül vele a túlvilágon.
A ká-nak a túlvilágon is fontos szerepe van, mivel halhatatlan, és a földi élet befejezése után biztosítja az egyén számára az örök fennmaradáshoz szükséges életerőt, ugyanakkor ehhez szüksége van táplálékra, a sírba rendszeresen elhelyezett étel- és italáldozatokra.
A ká, mint második én (alter ego), tovább él a holtak szobraiban és képeiben.

## Bá
A bá, amelyet többnyire madár alakkal, emberfejjel ábrázolnak, szellemi lélek, a "saját lélek" ősoka. Léleknek fordítják, de nem felel meg teljesen annak a lélekfogalomnak, amelyet ma használunk.
Az istenek, a királyok, sőt minden ember egyszeriségének és egyediségének meghatározója. Amikor az ember meghal, átmenetileg elhagyja a holttestet, majd újra visszatér bele.
A Koporsószövegek és a Halottak Könyve alapján sokan úgy értelmezték, hogy bá-val a hétköznapi emberek nem rendelkeztek a haláluk előtt, de Az Életunt beszélgetése lelkével című költemény – amelyben egy öngyilkosságra készülő ember beszélget saját lelkével – ellentmond ennek.
A Piramisszövegek szerint minden halandó halála után egyesül Ozirisszel, majd miután egyesült vele, felmegy az égbe, és ott a napisten Ré-vel együtt egyetemes bá-vá válik.

## Ah
A többnyire madárként ábrázolt ah (akh) a harmadik fontos lélekfogalom. Leginkább bóbitás íbiszként ábrázolták. A Piramisszövegekben bukkan először fel a fogalom. Az ah és az emberi test azonos, ah viszont az éghez, a test pedig a földi létbe tartozik. Az ember e legszellemibb része csak a halála után bontakozik ki igazán. Annyira szorosan kapcsolódik a túlvilághoz, hogy az ah magát az elhunytat is jelöli.

## Galéria

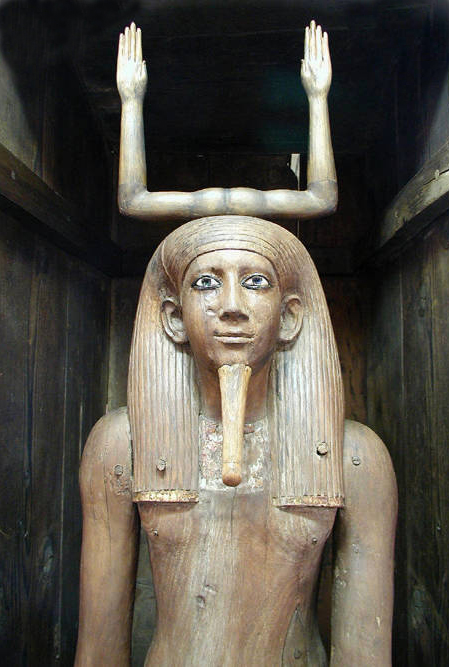
Hór fáraó kájának ábrázolása
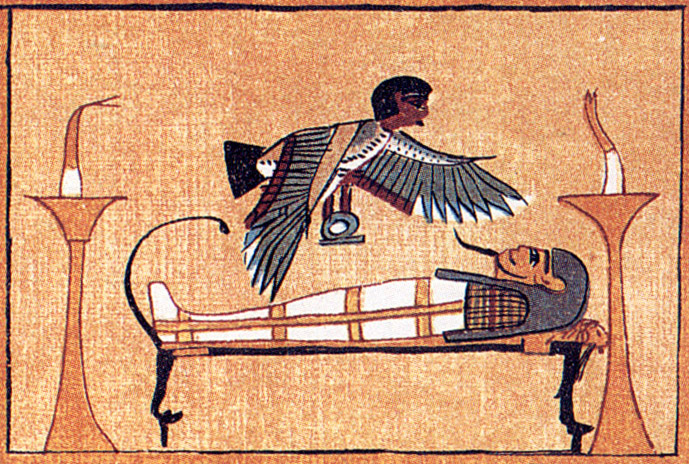
A bá az elhunyt múmiája felett lebeg
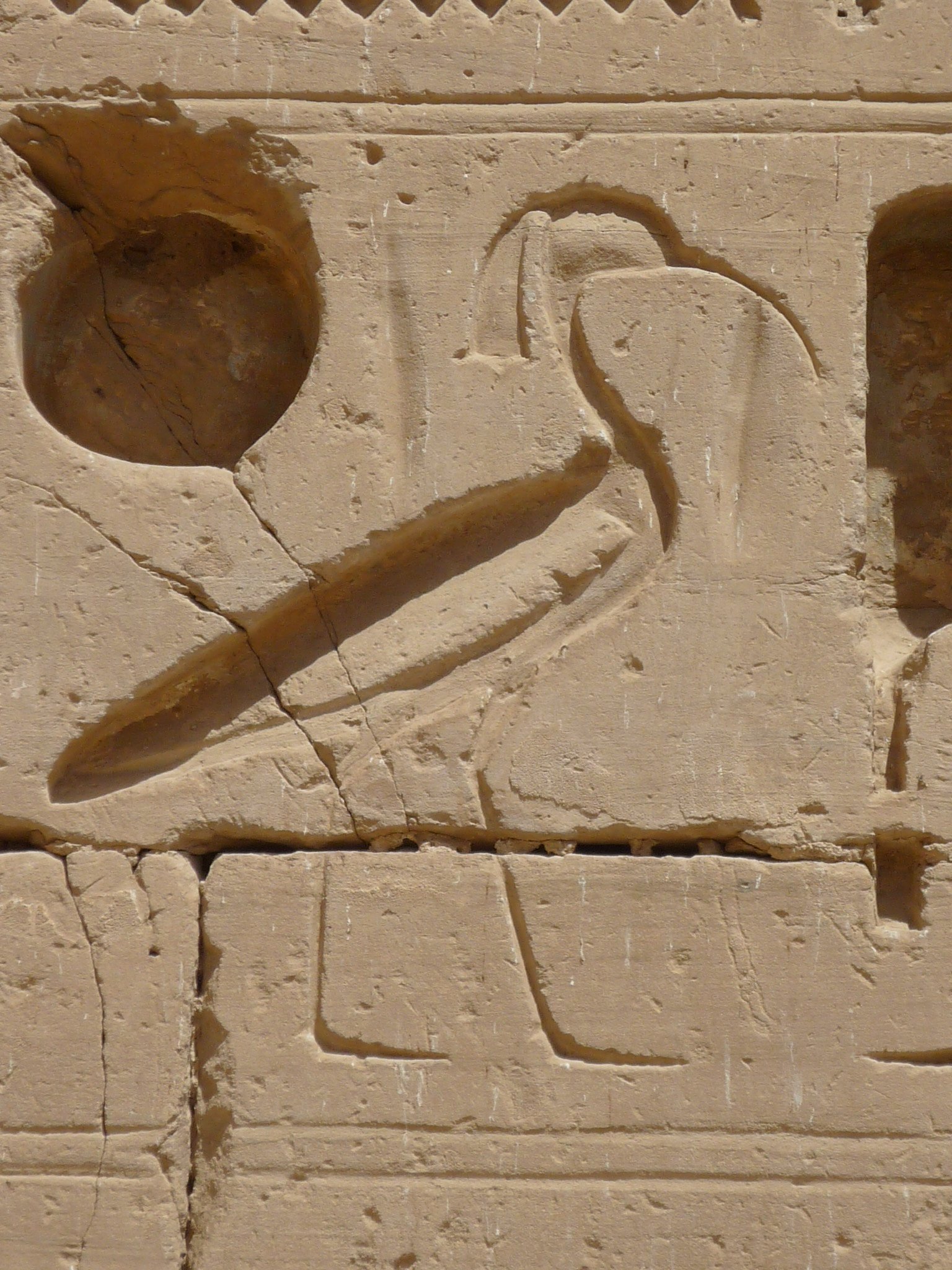
Az ah hieroglifája